# Level II
Level II는 대한민국의 가수 이루의 음반이다. 싱글 "까만안경"과 "흰눈"의 성과가 매우 좋아서 이 음반은 첫 번째 음반에 비해 더 성공적이었다. 음반의 프로모션 스케줄은 2007년 3월의 한 시점에 종료되었다.

## 곡 목록
1. 까만안경 (Black Glasses｜feat. Daylight｜3:46)
2. 돌아와 내게 (Come Back To Me｜3:45)
3. 늦지 않기를 (Not To Be Late｜4:18)
4. I'll Promise (4:26)
5. 떠나가 (Leave｜4:07)
6. With You (3:21)
7. 가슴앓이 (3:51)
8. 흰눈 (White Snow｜3:56)
9. 사랑하니까 (Because I Love You｜3:59)
10. 옥경이 (feat. Tae Jin Ah｜3:36)

### 작사, 작곡, 편곡 참여 정보
| #  | 작사         | 작곡          | 편곡          |
| -- | ------------ | ------------- | ------------- |
| 1  | 윤명선       | 윤명선        | 최태완        |
| 2  | 전승우       | 전승우        | 전승우        |
| 3  | 정병규       | 정병규        | 정병규        |
| 4  | 윤경         | 이현정        | 이현정        |
| 5  | 전승우       | 전승우        | 전승우        |
| 6  | 김나영       | 신사동 호랭이 | 신사동 호랭이 |
| 7  | 이루         | 이루          | 이루, 정병규  |
| 8  | 이주호, 이루 | 이주호        | 이주호        |
| 9  | 김태희       | 주영훈        | 주영훈        |
| 10 | 조운파       | 임종수        | 전승우        |